# Вессенберг-Ампринген, Иоганн фон
Барон Иоганн Филипп фон Вессенберг-Ампринген (нем. Johann Philipp Freiherr von Wessenberg-Ampringen; 28 ноября 1773 или 1773[…], Дрезден — 1 августа 1858, Фрайбург-им-Брайсгау) — австрийский государственный деятель, дипломат. В 1848 году — министр-президент Австрийской империи. 

## Биография
Родился в Дрездене в семье наставника принцев из правящего дома Веттинов. Младший брат — Игнац Генрих фон Вессенберг избрал духовную карьеру, в 1801—1803 годах был последним генеральным викарием епископства Констанц. В 1776 году семья переехала во Фрайбург, который являлся частью владений австрийских Габсбургов.
В 1794 году Иоганн фон Вессенберг-Ампринген поступил на габсбургскую государственную службу. Во время Войны второй Коалиции являлся дипломатическим представителем эрцгерцога Карла. С 1801 года работал секретарем в австрийском посольстве в Пруссии, в 1805 был назначен послом в курфюршестве Гессен, где в 1806 году стал свидетелем занятия княжества французскими войсками генерала Мортье.
В 1808 году назначен послом в Пруссии. В 1811—1813 годах — посол в Баварии, затем посол по особым поручениям в Великобритании, Франции и Италии. В 1814 году — второй делегат от Австрии (после князя Меттерниха) на Венском конгрессе. Оказал большое влияние на процессы формирования Германского союза. В 1830—1831 годах — посол в Нидерландах, после Бельгийской революции участвовал в выработке Лондонского договора (1839).
Во время Революции 1848, 8 мая 1848 года назначен министром иностранных дел, 18 июля — министр-президентом Австрийской империи. Во время Октябрьского восстания в Вене был вынужден покинуть столицу и переехать со всем правительством в Ольмюц. 21 ноября ушел в отставку.
Последние годы жизни провел в семейных владения во Фрайбурге, где и умер.